# Songa Park
Songa Park (Madrid, 1994) es una actriz española de origen coreano, conocida por su participación en varias series televisivas españolas.

## Biografía
Songa Park nació en 1994 en Madrid (España), aunque es originaria de Corea del Sur. Realizó estudios de interpretación con la coach Carmen Rico, aunque asistió a clases interpretativas desde los 16 años. Además, comenzó la carrera de Diseño gráfico, pero la abandonó por sus compromisos profesionales.

## Trayectoria profesional
Realizó su debut en la interpretación con la película La sangre de Wendy en 2014, donde interpretó a Mari Pili. Volvió a aparecer en pantalla en el año 2017, en la serie de Televisión Española El ministerio del tiempo con el papel de Olivia, donde realizó un speech acerca de la falta de diversidad racial en la industria: «En las series españolas no salimos amarillos ni negros por muy españoles que seamos. Y si salimos, lo hacemos de ilegales o mafiosos. Para eso mejor no salir». Un año después, obtuvo su primer papel principal para la serie de Playz Cupido, dirigida por Frank Ariza, con el que volvió a trabajar ese mismo año para la serie de TVE El Continental, con un papel secundario. Ese mismo año participó en un episodio de la serie de Netflix Paquita Salas.
En 2019 ganó mayor popularidad al interpretar a Jin en la serie cómica de Antena 3 Allí abajo. Además, comenzó a interpretar a Charly en la serie diaria de TVE Derecho a soñar, que se emitió de enero a julio de ese año. Un año después, fichó por la primera serie española para la plataforma Orange TV, titulada Caminantes, dirigida por Koldo Serra, donde interpretó a Lis, una de las protagonistas. En 2021 se anunció su incorporación al rodaje de la película La piedad, dirigida por Eduardo Casanova, donde comparte reparto con Ángela Molina o Ana Polvorosa.

## Filmografía

### Cine
| Año  | Título             | Personaje    | Director         |
| ---- | ------------------ | ------------ | ---------------- |
| 2014 | La sangre de Wendy | Mari Pili    | Samuel Gutiérrez |
| 2022 | La piedad          | Cheong-Yeong | Eduardo Casanova |

### Televisión
| Año       | Título                   | Personaje       | Notas         |
| --------- | ------------------------ | --------------- | ------------- |
| 2017      | El ministerio del tiempo | Olivia          | 1 episodio    |
| 2018      | Cupido                   | Martha          | 6 episodios   |
| 2018      | Paquita Salas            | Camarera        | 1 episodio    |
| 2018      | El Continental           | Juana           | 4 episodios   |
| 2019      | Derecho a soñar          | Charly          | 130 episodios |
| 2019      | Secretos de Estado       | Extra           | 1 episodio    |
| 2019      | Allí abajo               | Jin             | 8 episodios   |
| 2020      | Caminantes               | Lis             | 8 episodios   |
| 2020      | Servir y proteger        | Lily            | 4 episodios   |
| 2021      | Valeria                  | Compañera Nerea | 1 episodio    |
| 2022      | Bienvenidos a Edén       | Novia padre Zoa | 1 episodio    |
| 2024      | Bellas artes             | Zoe             | 10 episodios  |
| 2024–2025 | Santuario                | Milagros        | 8 episodios   |